# Semidio

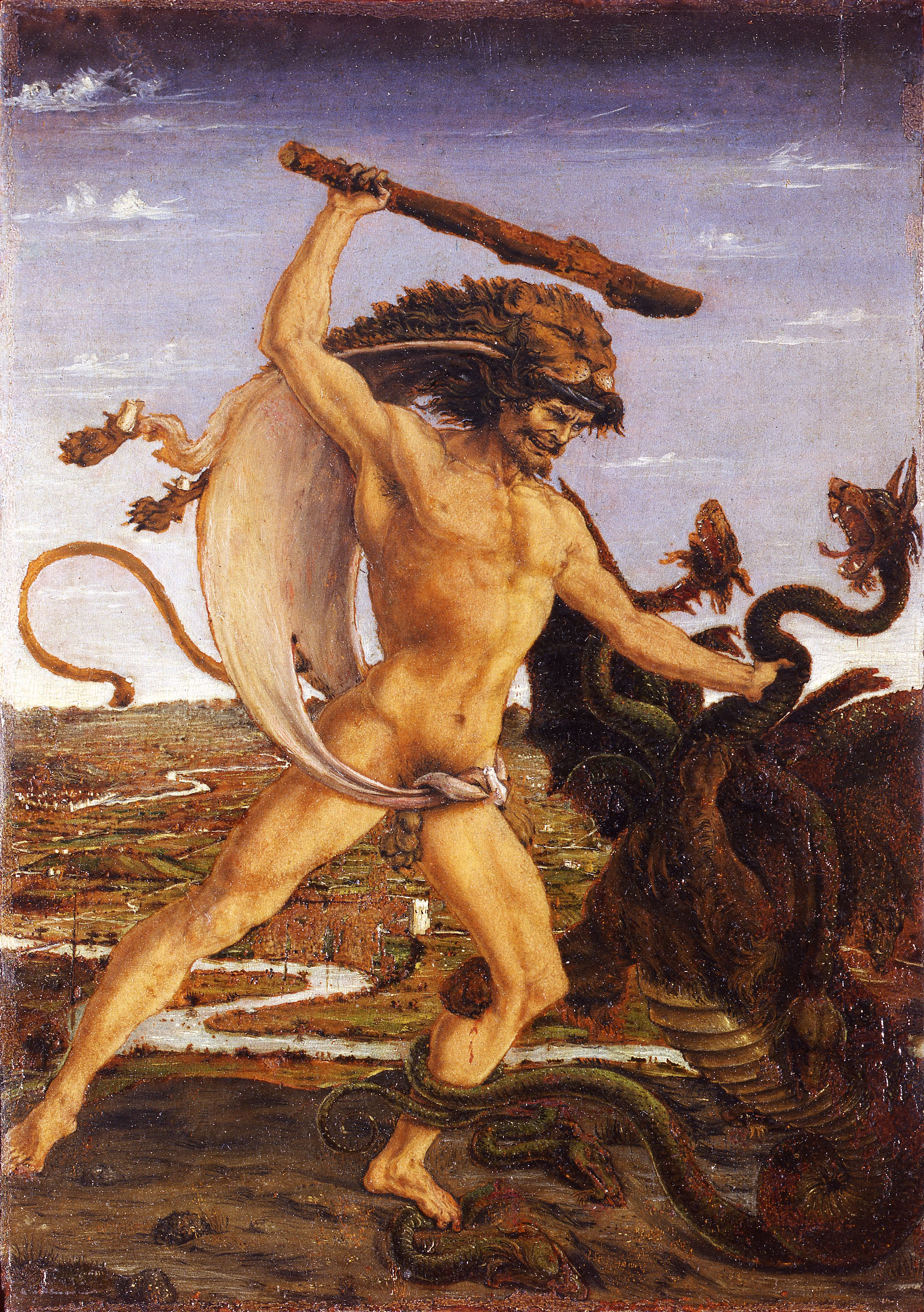
Ercole, il più noto semidio della mitologia classica, in un dipinto di Antonio del Pollaiolo

Un semidio è un essere metà uomo e metà dio, oppure anche un demone, se si tiene presente che la parola "daemon" sta proprio ad indicare un essere a metà strada tra la natura umana e quella divina
È proprio di alcune religioni e relative mitologie: pur essendo dotato di poteri sovrumani poiché ha quasi sempre un dio o una dea come genitore, egli non può però godere di un completo stato di divinità, essendo per appunto per metà umano, e dunque mortale (a differenza degli dei), tuttavia in certi rarissimi casi abbiamo semidei che acquisiscono l'immortalità (per esempio Dioniso, che a sua volta genera semidei).

## Caratteristiche dei semidei nella mitologia classica
Nella mitologia classica esistono molti racconti d'amore che narrano della seduzione di un uomo/donna mortale da parte di una divinità, unioni dalle quali nascono i semidei: solitamente il genitore divino è maschio, come nei casi di Perseo, Eracle, Teseo. Parte della duplice natura di eroi greci e della loro moderna concezione è il tema ricorrente, nella storia della loro nascita, di una doppia paternità: il genitore naturale è un mortale (solitamente un sovrano). La madre del semidio riesce a mentire al re, e qualche volta anche alla divinità, nella stessa notte (ad esempio, Etra, la madre di Teseo), o viene visitata segretamente dal dio (ad esempio, Danae, la madre di Perseo), e il seme dei due padri è mescolato in suo grembo. A volte è invece una divinità femminile che si accoppia con un mortale, come nel caso di Afrodite, che con Anchise genera Enea, o una delle nove Muse - le fonti non concordano sulla sua identità - che diventa madre di Reso unendosi al re Strimone (in Omero il padre dell'eroe tracio è Eioneo), o Eos, il cui figlio Memnone è frutto del suo congiungimento con Titone, per non parlare di tante ninfe.
Da ricordare anche il mito del ben famoso Asclepio.
Il semidio, spesso assai bello d'aspetto, nasce con qualità che gli permetteranno di avere una grande forza, di acquisire notevoli poteri, di varcare la soglia tra il mondo dei vivi e dei morti con rimpatrio sicuro, e in qualche caso di mediare dopo la morte tra l'umano e il divino (come Eracle). Tra i tanti semidei della mitologia classica, solo alcuni hanno per padre o madre uno dei dodici olimpi; tutti gli altri sono invece figli di qualche divinità minore e sono dunque meno potenti dei primi. I semidei possono avere poteri straordinari, quasi come i loro genitori divini, l'unica cosa di cui però sono privi è l'immortalità, che però alcuni di essi riescono ad acquistare. Prima della creazione dell'uomo, la mitologia racconta che tutti gli Olimpi si accoppiarono tra loro (salvo Atena, Estia e Artemide, che credeva che l'amore fosse inutile e che degli uomini non ci si potesse fidare), e in seguito presero ad unirsi con esseri umani. A volte per un mortale congiungersi con una divinità era considerato rischioso, perché così si esponeva all'ira di qualche altro essere immortale. Per questo motivo ogni semidio riceveva dal genitore divino determinati poteri in modo da poter badare a se stesso e alla sua famiglia.

### I più noti semidei secondo le narrazioni più diffuse della mitologia classica

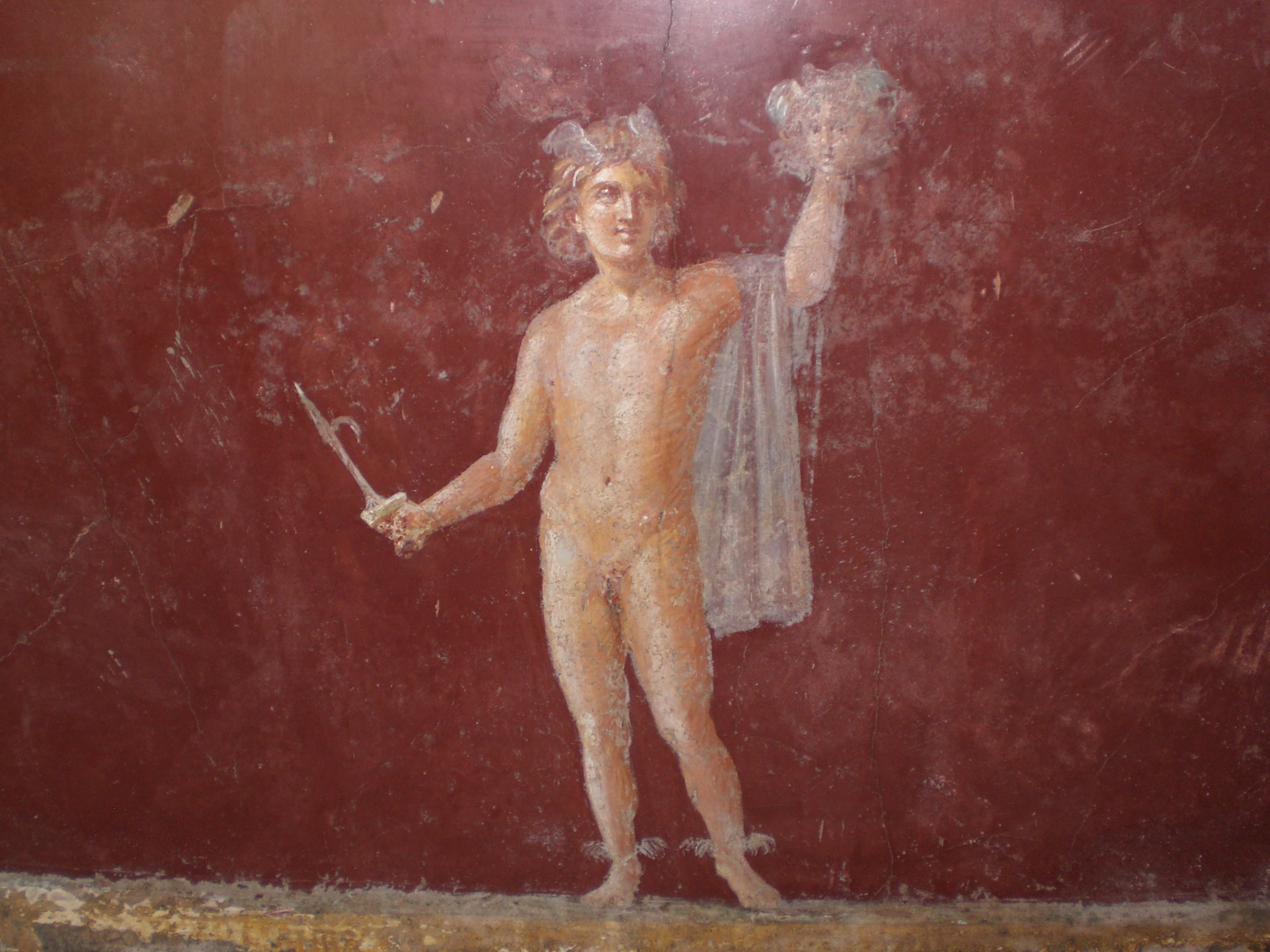
Perseo in un antico affresco romano

#### Figli di Zeus/Giove
- Anfione e Zeto (da Antiope)
- Dardano e Iasione (dalla pleiade Elettra)
- Dioniso (da Semele); divenne poi Dio e fu a sua volta padre di semidei
- Eaco (da Egina)
- Elena e Clitemnestra ed i Dioscuri Castore e Polluce (da Leda)
- Endimione (da Calice)
- Epafo (da Io)
- Eracle (da Alcmena); fu assunto sull'Olimpo divenendo Dio a sua volta
- Lacedemone (dalla pleiade Taigete)
- Minosse, Radamanto e Sarpedonte di Creta (da Europa)
- Perseo (da Danae)
- Sarpedonte di Licia (da Laodamia)

#### Figli di Poseidone/Nettuno
- Agenore (da Libia)
- Alirrozio (da Eurite)
- Cicno di Colone (da donna non nota)
- Crisaore (da Medusa)
- Eufemo (da Europa)
- Eumolpo (da Chione)
- Messapo (da donna non nota)
- Nauplio (da Amimone)
- Neleo e Pelia (da Tiro)
- Teseo (da Etra)

#### Figli di Apollo
- Anfisso (da Driope prima della sua trasformazione in ninfa)
- Anio (da Reo)
- Aristeo (da Cirene)
- Asclepio (da Coronide)
- Idmone (dalla ninfa Cirene)

#### Figli di Ermes/Mercurio
- Abdero (da donna non nota)
- Autolico e Filammone (da Chione)
- Cefalo (da Erse)
- Dafni (da donna non nota)
- Eudoro (da Polimela)
- Mirtilo (da donna non nota)

#### Figli di Ares/Marte
- Ascalafo e Ialmeno (da Astioche)
- Cicno di Tracia (da Cirene)
- Diomede di Tracia (da Cirene)
- Driante e Tereo (da una principessa trace)
- Enomao (da Arpinna)
- Meleagro (da Altea)
- Romolo e Remo (da Rea Silvia)

#### Figli di Afrodite/Venere
- Enea e Lirno (da Anchise)
- Erix (da Bute)

#### Figli di Efesto/Vulcano
- Ceculo (da Preneste)
- Palemone (dalla moglie di Lerno d'Etolia)

#### Figli di Dioniso/Bacco
- Enopione e Stafilo (da Arianna)

#### Figli di Eos/Aurora
- Emazione e Memnone (da Titone)

#### Figli di Borea
- Bute (dalla moglie di un re trace)
- Calaide e Zete (da Orizia)

#### Figli delle Muse
- Orfeo (figlio di Calliope e di Eagro)
- Reso (figlio di una Musa identificata di volta in volta con Erato, Calliope, Clio, Tersicore, e di Strimone o Eioneo)

#### Figli di dei-fiumi
- Aceste (figlio del dio fiume Crimiso)
- Menestio (figlio del dio fiume Spercheo e di Polidora, la sorellastra di Achille)
- Narciso (figlio del dio fiume Cefiso)
- Ocno (figlio del dio fiume Tiberino)

#### Figli di ninfe
- Achille (figlio della nereide Teti e di Peleo)
- Ati (figlio della naiade Limnee e di un nobile indiano)
- Ausone (figlio della ninfa Calipso e di Odisseo)
- Cefeo, Danao, Egitto e Fineo (figli della naiade Anchinoe e di Belo)
- Esepo e Pedaso (figli della naiade Abarbarea e di Bucolione)
- Foco (figlio della nereide Psamate e di Eaco)
- Ila (figlio della ninfa Menodice e di Teiodamante)
- Nireo (figlio della ninfa Aglea e di Caropo)
- Pandaro e Bizia (figli dell'oreade Iera e di Alcanore)
- Satnio (figlio di una naiade del Satnioento e del troiano Enope)
- Talemene e Ifitione (figli della ninfa Gigea e di un re della Meonia)
- Tamiri (figlio della ninfa Argiope e di Filammone)
- Tarquito (figlio della ninfa Driope e di un mortale chiamato Fauno, omonimo del dio)
- Tiresia (figlio della ninfa Cariclo e di Evereo)
- Turno (figlio della ninfa Venilia e di Dauno)

### Scontri tra semidei

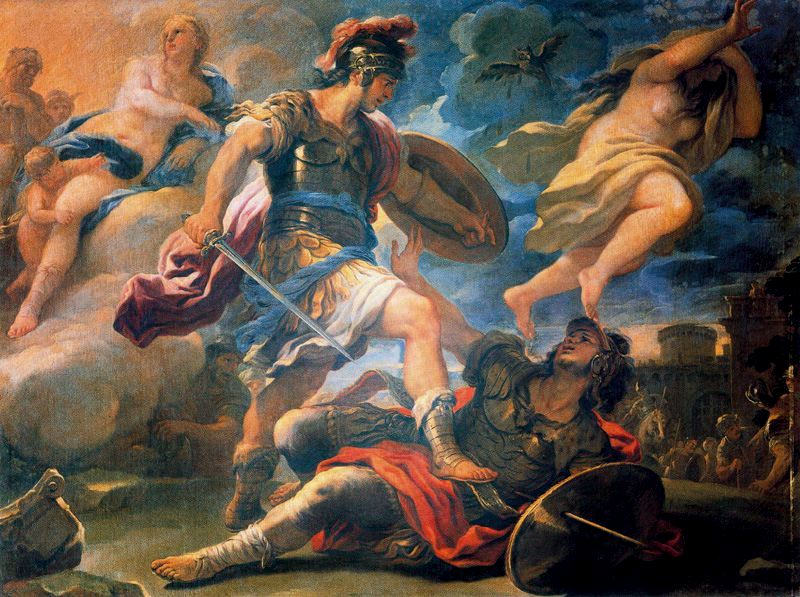
Il duello di Enea e Turno, olio su tela di Luca Giordano.

In molti racconti della mitologia classica, soprattutto nell'epica, si assiste allo scontro tra due eroi semidivini, cui viene dato in genere largo spazio nella narrazione. Nella maggior parte dei casi a soccombere è l'eroe più giovane, spesso tradito dal desiderio della fama che gli verrebbe qualora uccidesse appunto un nemico esperto. Di seguito si elencano gli scontri più celebri:
- Achille vittorioso contro Cicno (Ovidio, Metamorofosi)
- Achille vittorioso contro Ifitione (Omero, Iliade)
- Achille vittorioso contro Memnone (Etiopide; Ovidio, Metamorfosi)
- Enea vittorioso contro Tarquito (Virgilio, Eneide)
- Enea vittorioso contro Turno (ibidem)
- Eracle vittorioso contro Diomede di Tracia
- Eracle vittorioso contro Emazione
- Eracle vittorioso contro Erice (solo accennato da Virgilio, Eneide; trattasi di una rievocazione dello scontro)
- Eracle vittorioso contro Calaide e Zete
- Perseo vittorioso contro Ati (Ovidio, Metamorfosi)

Un altro scontro, quello che vede Achille opposto a Enea, viene interrotto dall'intervento di Poseidone, che salva Enea trovatosi in grave pericolo. L'episodio è narrato nel XX libro dell'Iliade. I due si erano trovati faccia a faccia già in due occasioni, ma non sotto Troia; la prima volta durante un'incursione di Achille sul monte Ida, la seconda a Lirnesso, dove il troiano si era temporaneamente rifugiato: in entrambe le circostanze, Enea si salvò dandosi alla fuga.

### Semidei mostruosi
La mitologia classica annovera anche alcuni semidei sotto l'aspetto di mostri. Tra questi i più noti sono Tizio (figlio di Zeus ed Elara), Scilla (figlia di Zeus e Lamia), Amico (figlio di Poseidone e Melia), Perifete ( figlio di Efesto e di Anticlea ), Polifemo (figlio di Poseidone e Toosa), Scirone (figlio di Poseidone ed Enioche), Cercione (figlio di Poseidone e di una figlia di Anfizione), Erilo (figlio del re Preneste e della dea Feronia) e Procuste (figlio di Poseidone e di una donna sconosciuta).

## Caratteristiche in altre mitologie e contesti

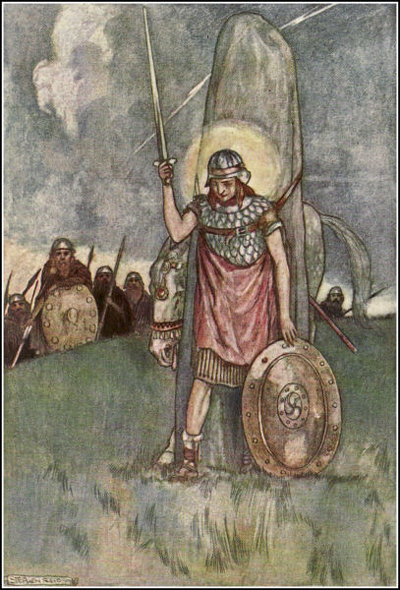
Stephenn Reid, Morte di Cú Chulainn

In altre mitologie il termine viene utilizzato con più significati.
Vengono talvolta indicati semidei alcuni personaggi con grandi poteri, anche magici, non necessariamente figli di una divinità e un mortale.
Talvolta vengono elevati al rango di dèi, talvolta invece restano mortali. Nella mitologia celtica, ad esempio, con Fomor e Tuatha de' danann vengono indicati popoli interi di semidei, anche se talvolta sono indicati come divinità; un semidio che rispecchia i connotati della mitologia classica è Cú Chulainn, figlio del dio Lugh e di una mortale.
Nell'induismo non esiste propriamente il concetto di semidio, anche se i fratelli Pandava, personaggi dell'epica Mahābhārata, possono essere considerati semidei secondo la definizione occidentale, in quanto nati dall'unione di diversi Deva con madri mortali. Da notare come in alcune tradizioni enoteistiche appartenenti all'induismo, tra cui il visnuismo e lo scivaismo, si venera un solo dio supremo, e gli altri dèi vengono definiti "semidei".

## Nella cultura di massa
- Nella serie di libri di Rick Riordan Percy Jackson e gli dei dell'Olimpo i semidei sono figli di un genitore umano e di una divinità. Hanno riflessi, forza e velocità superiori agli umani normali e particolari poteri legati al loro genitore divino (ad esempio, i figli di Poseidone possono manipolare l'acqua).

- Nel romanzo Il grande dio Pan di Arthur Machen, Helen Vaughan, antagonista principale della storia, è figlia dell'unione carnale tra il dio Pan e una donna mortale.

- Nella serie videoludica God of War il protagonista, Kratos, è un semidio figlio della mortale Callisto e del Dio Zeus.